# Haplotrema concavum
Haplotrema concavum är en snäckart som först beskrevs av Thomas Say 1821.  Haplotrema concavum ingår i släktet Haplotrema och familjen Haplotrematidae. Inga underarter finns listade i Catalogue of Life.